# Per Kongshøj Madsen
Per Kongshøj Madsen (født 25. maj 1949 i Lyngby) er professor emeritus. Indtil 2017 var han professor i arbejdsmarkedsforskning ved Aalborg Universitet, hvor han var tilknyttet Center for Arbejdsmarkedsforskning (CARMA). Han er uddannet økonom fra Københavns Universitet.

## Karriere
Per Kongshøj Madsen har en lang karriere med fokus på arbejdsmarked og beskæftigelse bag sig, herunder europæisk beskæftigelsesstrategi.
Madsen var fra 1997 til 2016 dansk medlem af EU’s Beskæftigelsespolitiske Observatorium. Siden 2016 er han medlem af European centre of expertise in the fields of labour law, employment and labour market policies (ECE).
Fra 2005 til 2007 var han medlem af regeringens Familie- og Arbejdslivskommission og fra 2006 til 2020 var han formand for Arbejderbevægelsens Erhvervsråd og i denne egenskab medlem af Det Økonomiske Råd fra 2006 til 2020. I 2007 blev han desuden udpeget til Research Fellow ved Forschung-sinstitut zur Zukunft der Arbeit (IZA) i Bonn. I 2016 overgik han til at være International Policy Fellow.
Indtil 2014 var han også medlem af Danmarks Forskningspolitiske Råd og af bestyrelsen for Danmarks Evalueringsinstitut. I 2013-2015 var han medlem af Ekspertgruppen om udredning af den aktive beskæftigelsesindsats (Carsten Koch-udvalget).
I de senere år har han især forsket i flexicurity.
Derudover har han gennem tid haft en række administrative hverv, senest var han centerleder for Arbejdsmarkedsforskning ved Aalborg Universitet (2005-2012). Han har desuden været redaktør for Arbejdsmarkedspolitisk Årbog (udgivet af Arbejdsministeriet), Samfundsøkonomen (udgivet af Danmarks Jurist- og Økonomforbunds Forlag) og Nordisk Tidskrift for Politisk Ekonomi og været medlem af redaktionspanelet for Nationaløkonomisk Tidsskrift og Tidsskrift for Arbejdsliv.

## Publikationer
Per Kongshøj Madsen er forfatter eller medforfatter til over 200 bøger og videnskabelige artikler. Udvalgte fagfællebedømte bidrag siden 2007 ses nedenfor:
- Bredgaard, Thomas; Madsen, Per Kongshøj (2018):  Farewell flexicurity? Danish flexicurity and the crisis. In: Transfer, Vol. 24, No. 4, 19.04.2018, p. 1-12
- Madsen, Per Kongshøj (2016): “From Tigers to Pussycats? – Revisiting Four European Labour Market Models” i Anna Ilsøe; Trine Pernille Larsen: Den Danske Model set udefra, København : Djøf / Jurist- og Økonomforbundet, p. 209-22
- Madsen, Per Kongshøj (2015): “Labour market flexibility in the Danish service sector: same old, same old, but more different.” In  Non-Standard Employment in Post-Industrial Labour Markets. An Occupational Perspective. . eds / Werner Eichhorst; Paul Marx. Cheltenham : Edward Elgar Publishing, Incorporated, 2015, pp. 181-216.
- Madsen, Per Kongshøj (2015):  ”Er dansk flexicurity noget særligt?” i  Dansk flexicurity: Fleksibilitet og sikkerhed på arbejdsmarkedet. red. / Thomas Bredgaard; Per Kongshøj Madsen. København : Hans Reitzel, 2015. s. 53-74 (Samfund i Forandring; Nr. 9)
- Madsen, Per Kongshøj (2015):  ”Flexicurity, kommunerne og beskæftigelsespolitikken” i  Kommunerne i krydsild. red. / Søren Villadsen. Frederiksberg : Nyt fra Samfundsvidenskaberne, 2015. s. 221-244.
- Madsen, Per Kongshøj; Larsen, Michael Friis (2015): ”Jobsikkerhed og fleksibilitet” i Dansk flexicurity: Fleksibilitet og sikkerhed på arbejdsmarkedet. red. / Thomas Bredgaard; Per Kongshøj Madsen. København : Hans Reitzel, 2015. s. 101-124 (Samfund i Forandring; Nr. 9)
- Madsen, Per Kongshøj (2014): “Employment in the Green Economy in Denmark : Statistics and Policies.” In  Sustainable Economy and Sustainable Employment: Aproaches to Mesuring Sustainability in Regional and Local Labour Market Monitoring. Eds. / Christa Larsen; Sigrid Rand; Alfons Schmid; Rolf Keil. München : Rainer Hampp Verlag, 2014, pp. 29-39
- Madsen, P. K. et al (2013): “Labour market transitions of young workers in Nordic and southern European countries: the role of flexicurity”, Transfer, Vol. 19, Nr. 3, 2013, pp. 325-343
- Madsen, P.K. (2013): “Shelter from the storm?” - Danish flexicurity and the crisis, IZA Journal of European Labor Studies, Vol. 2, Nr. 6, 2013
- Madsen, Per Kongshøj 2012: ”Skills Monitoring in Denmark”. In: Skills Monitoring in European Regions and Localities: State of the Art and Perspectives. red. / Christa Larsen; Ruth Hasberg; Alfons Schmid; Eugenia Atin; Jan Brzozowski. München : Rainer Hampp Verlag, pp. 131-137
- Madsen, PK 2012: “Ung og arbejdsløs I Europa. Hvor mange og hvorfor?. Samfundsøkonomen nr. 3, pp. 19-24
- Madsen, PK 2011, 'Flexicurity i modvind - en analyse af den danske flexicurity-model under den økonomiske krise', Tidsskrift for Arbejdsliv, vol 13, nr. 4, s. 7-20
- Madsen, PK 2011, 'Reagire alla tempesta. La flexicurity danese e la crisi', Diritto delle Relazioni Industriali, vol 21, nr. 1, s. 78-96
- Madsen, PK 2010, 'Denmark', i P de Beer & T Schils (red), The Labour Market Triangle: Employment Protection, Unemployment Compensation and Activation in EuropeEdward Elgar Publishing, Incorporated, Cheltenham, s. 44-69
- Madsen, PK 2010, 'Elastycznosc i bezpieczenstwo zatrudnienia (flexicurity) w Dania: wzor dla reform rynku pracy w Unii Europejskiej?', i W Bienkowski & M Radlo (red), Wzrost Cospodarczy Czy Bezpieczenstwo Socjalne?Wydawnictwo Naukowe Pwn, Warszawa, s. 59-77
- Madsen, PK & Berglund, T 2010, 'Nordic labour market and welfare systems from a flexicurity perspective', i T Berglund (red.), Labour Market Mobility in Nordic Welfare StatesTemaNord, nr. 515, vol. 2010, Nordic Council of Ministers, København, s. 37-60
- Bredgaard, T, Larsen, F & Madsen, PK 2009, 'Transitional Labour Market and Flexicurity Arrangements in Denmark: What Can Europe Learn', The European Social Model and Transitional Labour MarketsStudies in Modern Law and Policy, Ashgate, Farnham, s. 189-208
- Bredgaard, T, Larsen, F & Madsen, PK 2008, 'Flexicurity: in Pursuit of a Moving Target', European Journal of Social Security, vol 10, nr. 4, s. 305-323
- Madsen, PK 2008, 'Flexicurity in Denmark: A Model for Labor Market Reforms in the EU?', i W Bienkowski, JC Brada & M Radlo (red), Growth versus Security: Old and New EU Members Quest for a New Economic and Social ModelPalgrave Macmillan, Basingstoke, s. 33-53
- Madsen, PK 2008, 'The Danish Road to ‘Flexicurity': Where are we Compared to Others? And How did we Get There?', i R Muffels (red.), Flexibility And Employment Security In Europe: Labour Markets in TransitionEdward Elgar Publishing, Incorporated, Cheltenham, s. 341-362 Madsen, PK 2008, 'The Danish Road to ‘Flexicurity': Where are we Compared to Others? And How did we Get There?', i R Muffels (red.), Flexibility And Employment Security In Europe: Labour Markets in TransitionEdward Elgar Publishing, Incorporated, Cheltenham, s. 341-362
- Larsen, F, Madsen, PK & Bredgaard, T 2007, 'Flexicurity - afklaring af et begreb i bevægelse', Tidsskrift for Arbejdsliv, vol 9 årg, nr. 4, s. 8-25
- Madsen, PK 2007, 'Flexicurity - Towards a Set of Common Principles?', International Journal of Comparative Labour Law and Industrial Relations, vol 23, nr. 4, s. 525-542
- Madsen, PK 2007, 'Flexicurity: A New Perspective on Labour Markets and Welfare States in Europe',Tilburg Law Review- Journal of International and Compara-tive Law, vol 14, nr. 1&2, s. 57-79
- Jørgensen, H & Madsen, PK (red) 2007, Flexicurity and Beyond: Finding a new agenda for the European Social Model, Djøf / Jurist- og Økonomforbundet, Copenhagen
- Jørgensen, H & Madsen, PK 2007, 'Flexicurity and Beyond - Reflections on the Nature and Future of a Political Celebrity', Flexicurity and Beyond: finding a new agenda for the European Social ModelDjøf / Jurist- og Økonomforbundet, Copenhagen, s. 7-34
- Bredgaard, T, Larsen, F & Madsen, PK 2007, 'The challenges of identifying flexicurity in action - A case study on Denmark', i H Jørgensen & PK Madsen (red), Flexicurity and beyond: finding a new agenda for the European social modelDjøf / Jurist- og Økonomforbundet, Copenhagen, s. 365-391